# La Chapelle-Taillefert
La Chapelle-Taillefert är en kommun i departementet Creuse i regionen Nouvelle-Aquitaine i de centrala delarna av Frankrike. Kommunen ligger i kantonen Guéret-Sud-Ouest som tillhör arrondissementet Guéret. År 2022 hade La Chapelle-Taillefert 444 invånare.

## Befolkningsutveckling
Antalet invånare i kommunen La Chapelle-Taillefert
Referens:INSEE